# Siergiej Pawłowski
Siergiej Eduardowicz Pawłowski, ros. Сергей Эдуардович Павловский (ur. 1892, zm. 1924 w ZSRR) – rosyjski wojskowy (pułkownik), emigracyjny działacz antysowiecki.
Ukończył korpus kadetów w Moskwie, a następnie szkołę kawaleryjską w Jelizawietgradzie. Brał udział w I wojnie światowej. Na pocz. 1916 r. awansował na praporszczika. Dowodził plutonem w 4 Szwadronie Pawłogradzkiego Pułku Husarzy. W 1917 r. został porucznikiem. Pod koniec 1917 r. przybył do Nowogrodu, gdzie mieszkali jego rodzice. W październiku 1918 r. w Pskowie wstąpił do wojsk Białych gen. Nikołaja N. Judenicza. Podczas odwrotu z miasta wystąpił z armii, przybywając do Estonii. Tam aresztowano go pod zarzutem propagowania haseł komunistycznych. Po wyjściu na wolność przedostał się do Armii Północno-Zachodniej. Skierowano go do oddziałów dowodzonych przez gen. Stanisława Bułak-Bałachowicza. Początkowo dowodził mieszanym oddziałem piechoty i kawalerii, po czym objął funkcję przedstawiciela gen. S. Bułak-Bałachowicza w Kownie. Doszedł do stopnia pułkownika. Po powrocie do Pskowa został aresztowany przez oficerów wiernych gen. N. N. Judeniczowi. Udało mu się zbiec do Estonii, skąd zimą 1919 r. ponownie wstąpił do wojsk gen. S. Bułak-Bałachowicza. Objął dowodzenie batalionu piechoty. Podczas próby aresztowania gen. N. N. Judenicza został ponownie aresztowany przez Estończyków, ale latem 1920 r. udało mu się zbiec. Przybył do Warszawy. W tym czasie zawarł znajomość z rosyjskim działaczem antybolszewickim Borysem W. Sawinkowem. Jesienią 1920 r. jako dowódca grupy wojskowej uczestniczył w nieudanej wyprawie „bałachowców” na Mozyrz. W 1921 r. stanął na czele sztabu wojskowego Ludowego Związku Obrony Ojczyzny i Wolności w Warszawie. Do 1922 r. organizował nielegalne wyprawy na terytorium Rosji Sowieckiej oddziałów zbrojnych „sawinkowców”. W 1923 r. został tajnie wysłany do Moskwy przez B. W. Sawinkowa w celu wybadania działalności Monarchistycznego Zjednoczenia Rosji, organizacji założonej w ramach prowokacyjnej operacji CzeKa pod kryptonimem "Trust". Został jednak aresztowany i po torturach zgodził się na wzięcie udziału w czekistowskiej operacji. W 1924 r. został skazany na śmierć przez rozstrzelanie.